# Annie Challan
Annie Challan, née le 5 novembre 1940 à Toulouse, est une harpiste et compositrice française. Elle crée le premier duo de harpistes avec Suzanne Cotelle et est à l'origine de nombreuses compositions.

## Biographie
Annie Challan est née le 5 novembre 1940 à Toulouse. Fille du compositeur René Challan, elle commence le piano dès l’âge de deux ans. Puis la harpe à neuf ans dans la classe de Lily Laskine avec qui elle obtient, à 15 ans, le prix du conservatoire de Paris,. À 16 ans, elle est nommée harpe solo dans les Concerts Colonne, et à 18 ans, elle entre à l'Opéra de Paris, où elle est la plus jeune de l'orchestre.
Elle crée le premier duo de harpistes avec Suzanne Cotelle, avec qui elle enregistre pour le label Pathé Marconi. Elle forme avec Roger Bourdin le « duo Flûte et Harpe ».
Annie Challan est professeur de harpe au conservatoire à rayonnement régional de Versailles et au conservatoire de Marly-le-Roi à partir de 1971. Elle est directrice du conservatoire de Marly de 1976 à 2012.

### Compositrice
Elle compose de nombreuses œuvres pour harpe solo, duo, trio, ensemble de harpes, duo avec flûte, violoncelle ou clarinette,.

### Éditrice
En février 2015, elle fonde les éditions Annie Challan, spécialisées dans la publication de partitions de musique classique de ses propres compositions.

## Compositions
- A deux mains, pour harpe celtique. Editions Leduc (AL 28777)
- A doigts croisés, pour harpe celtique. Editions Leduc (AL 28777)
- Arpège, pour harpe celtique. Editions Leduc - la Bibliothèque des Solistes (AL 28776)
- Ballade pour Christine, pour deux harpes celtiques. Editions Harposphère (HSA 11432)
- Ballade en Calèche, pour 4 harpes celtiques et 1 harpe. Editions Annie Challan
- Ballade pour harpe. Editions Leduc - La Bibliothèque des Solistes (AL 28737). Distribution Boosey and Hawkes
- Brocéliande. Editions Leduc (AL26287) -  (ISBN 0046262873)
- Cache-Cache, pour deux harpes (ou piano à 4 mains). Edition Leduc 2005 (AL 26308) -  (ISBN 004626308X)
- Carnets de Voyage, pour harpe celtique. Editions Annie Challan
- Cascatelle. Editions Leduc (AL 28778)
- Chaque jour est une fête!, pour 4 harpes celtiques et 1 harpe. Editions Annie Challan
- Danse de l'Éventail et du Parapluie. Editions Leduc (AL 26288)
- Doigté croisé, pour harpe celtique. Editions Leduc - la Bibliothèque des Solistes (AL 28776)
- Express, pour harpe celtique ou harpe. Editions Leduc (AL 26309) -  (ISBN 0046263098)
- Frère Jacques, pour harpe celtique et harpe. Editions Leduc (AL 27295)
- Gammes, pour harpe celtique. Editions Leduc - la Bibliothèque des Solistes (AL 28776)
- Glissades, pour harpe celtique. Editions Leduc (AL 28777)
- Harpe buissonnière. Editions Harposhhere (ISMN 9790285243421)
- Laura. Editions Leduc (AL 28778)
- Le Roy fait battre tambour, pour harpe celtique et harpe. Editions Leduc (AL27366)
- Mélodie des accords, pour harpe celtique. Editions Leduc (AL 28777)
- Mouvement perpétuel, pour harpe celtique. Editions Leduc - la Bibliothèque des Solistes (AL 28776)
- Petite Valse pour ma Poupée. Editions Leduc (AL 26289) - Collection Rougeron (AL 26289)
- Ping-Pong. Editions Leduc - Collection Rougeron (AL 26289)
- Prélude, pour harpe celtique. Editions Leduc - la Bibliothèque des Solistes (AL 28776)
- Promenade à Marly. Editions Leduc (AL 28778)
- Remonte Pentes, pour harpe celtique. Editions Leduc (AL 28777)
- Romance pour Cendrillon. Editions Leduc - Collection Rougeron (AL 26290)
- Rêverie, pour violoncelle et harpe
- Sardane à Lully. Editions Robert Martin (AZ 1275)
- Suite sur des Thèmes populaires français (Au clair de la Lune, Sur le Pont d'Avignon, Ah! Mon beau Château, Cadet Rousselle)
- Triolet, pour harpe celtique. Editions Leduc - la Bibliothèque des Solistes (AL 28776)
- Scintillance, pour harpe. Editions Harposphère
- Vagabondage, pour flûte et harpe (commande du concours de Cassis 1991). Editions Harposhère (HSA 11469)
- Le menuet du coucou, pièce pour harpe celtique
- Nymphéa, pour harpe et violoncelle

## Discographie
- Concertos pour Harpe de Ernst Eichner, François Pétrini, Johann Christian Bach. Antiqua Musica Orchestra, direction Marcel Couraud. Disque Philips (835.740 LY)
- Duos de Harpes avec Suzanne Cotelle - Disque Pathé (ASTX 319)
- Les Grands concertos pour harpe (Compilation - Philips) en 1999
- Harpe Passion (EMI) en 2003
- Harpe sans Frontières, du Brésil au Japon. Œuvres de Sylvius Leopold Weiss, Bernard Andres, Déodat de Séverac, Eric Satie. Disque Crescendo (94101)
- Ravel : Musique de chambre (EMI) en 2003
- Flûte Passion (EMI) en 2003
- Sept Sonates pour Harpe de François-Joseph Naderman (ASIN B0000240EZ) en 2005
- Harpe vagabonde en 2007
- Ombre et lumière en 2009
- Les Sortilèges de la Harpe, œuvres de Jean-Sébastien Bach, Jacques Ibert, Eric Satie. Disque EMI (CVD 1102)
- Œuvres pour Violoncelle et Harpe, avec Yves Bellec. Ballade, Suite sur des Thèmes populaires français (Challan), Allegro Appassionato, Le Cygne (Saint-Saëns), Adagion (Albinoni), Chants russes (Lalo). Disque EMI (2C 065-73.015 A)

## Distinctions

### Décoration
- Chevalier de l'ordre national du Mérite (décret du 30 avril 2002), sur le portefeuille du ministère de la Culture.

### Honneurs
- Chevalier de l'ordre international des Arts et de l'Éducation artistique (1978).
- Médaille d'honneur de la Ville de Marly-le-Roi (2016).

### Prix
- Prix de la Fondation Charles Oulmont (1989), sous l'égide de la Fondation de France.